# Diego Lombardi
Diego Martín Lombardi Pollarolo (Lima, 15 de enero de 1975), conocido como Diego Lombardi, es un actor y director de teatro peruano de ascendencia italiana. Es hijo del director de cine Francisco J. Lombardi y de la escritora Giovanna Pollarolo.

## Biografía
Termina la carrera de Ingeniería en Industrias Alimentarias en UNALM. Estudia dos años en el Club de teatro de Lima, y posteriormente estudia y se egresa del taller de formación actoral de Roberto Ángeles.
Luego, de participar en algunas obras de teatro, debuta en televisión con la miniserie La Fuerza Fénix (2008), y luego en Clave uno: Médicos en alerta (2009). 
En 2008, actúa en la obra teatral La prueba, bajo la dirección de Francisco Lombardi.
En 2010, participa en la telenovela Los exitosos Gome$.
En 2011, participa en la obra de teatro Cosecha (Harvest) de David Wright Crawford, bajo la dirección de Francisco Lombardi.
En 2012, graba para la película Teresa, la novia del libertador, estrenada en 2013. En el mismo año, actúa en la obra teatral Botella borracha y participa en la telenovela La reina de las carretillas.
Lombardi aparece en la película Nómades (2014).
En 2017, actúa en la telenovela: Mujercitas, como Paulo Carrillo.

## Vida personal
Diego Lombardi en el 2014, se casa con la actriz Emilia Drago. Juntos celebran una tierna y privada ceremonia
En 2017, él y su esposa Emilia Drago se convierten en padres de una niña la cual se llama Luna Lombardi Drago.

## Filmografía

### Televisión

#### Series y telenovelas
- Golpe a golpe (2007).
- La Fuerza Fénix (2008).
- Clave uno: Médicos en alerta (2009) como Dr. Pedro "Peter" Solari.
- Clave uno: Médicos en alerta 2 (2009) como Dr. Pedro "Peter" Solari.
- Clave uno: Médicos en alerta 3 (2010) como Dr. Pedro "Peter" Solari (Cameo).
- Los exitosos Gomes o Los exitosos Gome$ (2010) como Juan Campodónico.
- Lalola (2011) como Pablo Perugia.
- Cielo dividido (2012) como Diego.
- La Tayson, corazón rebelde (2012) como David Herrera.
- La reina de las carretillas (2012–2013) como Pedro Tapia García.
- Derecho de familia (2013) como Julián (Episodio: Derecho a equivocarse en el amor 2).
- Mi amor, el wachiman 2 (2013) como Roberto Quimper III.
- Ramírez (2013).
- Grau, caballero de los mares (2014).
- Comando Alfa (2014) como Padre Santiago.
- Conversando con la Luna (2014–2015) como Varios Roles.
- Pulseras rojas (2015).
- Amor de madre (2015) como Gonzalo Del Castillo Buenaventura.
- Amores que matan (2016) (Episodio: La suegra y Episodio: Natalia).
- Mujercitas (2017) como Paulo Carrillo Ureta "El Pistolero".
- VBQ: Empezando a Vivir (2018).
- El último Bastión (2018–2019) como Adolfo Soto Velásquez.
- 2 hermanas, los caminos del querer (Piloto) (2018) como Fernando Berrospi León.
- Dos hermanas, los caminos del querer (Piloto) (2019) como Fernando Berrospi León.
- Los otros libertadores (2021) como Antonio José Francisco de Sucre y Alcalá / "Gran Mariscal de Ayacucho".
- Los otros libertadores 2 (2022) como Antonio José Francisco de Sucre y Alcalá / "Gran Mariscal de Ayacucho".
- Luz de Luna (2023) como Dr. Germán Peña
- Los otros Concha (2024) como Padre de Bernard (Rol recurrente/Antagonista secundario).
- Eres mi sangre (2025) como Augusto Salazar Bravo.

#### Programas
- Edición especial (2012) como Invitado (Secuencia: El desafío).
- Américlub (2013) como Invitado.
- En boca de todos (2020) como Invitado.

### Cine
- Mañana te cuento 2 (2008).
- Yo soy sola (2008) (Administrador de locación).
- De noche (Cortometraje) (2009) como Hombre.
- Los Ángeles (2009) (Productor y Productor ejecutivo).
- Más adelante (Cortometraje) (2010) (Administrador).
- Bolero de noche (2011) (Director de casting).
- El guachimán (2011) como Policía Zavala.
- Bichos Criollos (2012) (Director y Escritor).
- Teresa, la novia del libertador (2013).
- La amante del Libertador (2014) como Hipólito.
- Nómades (2014).
- Solos (2015) como Diego.
- Dos besos: Troika (2015).
- Utopía, La película (2018) como Alejandro (Basado en Alán Azizollahoff Gate).
- El sueño americano (Cortometraje) (2018) como Álex.
- El Rey (Cortometraje) (2018) como Sr. Montoya.
- Prohibido Salir (2022) como Ítalo.[8]
- ¡Asu mare! 4 (2022) como "Cachinovski".

### Vídeos musicales
- Parte de ti (2017) (De Jandy Feliz) como Paulo Carrillo.

## Teatro

### Como director
- Mujeros 3.

### Como actor
- La piel de Eliza (2004).
- Pasajeros invisibles.
- La prueba (2008) como Harold "Hal" Dobbs.
- La noche árabe.
- Don Juan Tenorio.
- Móvil (2009).
- Volpone (2009).
- El duende (2011).
- Las tres hermanas (2011) como Barón Tusenbach.
- Break (2011) como Arturo.
- Cosecha (Harvest) (2011).
- Botella borracha (2012–2013) como Sergio.
- Bolognesi en Arica (2013).
- Mujercitas: El musical (2017) como Paulo Carrillo.
- Años Luz (2018) como Rafael.

## Eventos
- Cine del Bicentenario (2021).